# شارملا طاغور
شارملا طاغور (8 ديسمبر 1944 -)، ممثلة وعارضة أزياء بنغالية / هندية. أشهر من عملت معهم: اكشاي كومار وسونيل شيتي وماهيما تشودري واميتاب باتشن ودبيكا بادكون وسني ديول وسانجاي دوت وأميتاب باتشان وراكها وامريتا سينغ ودارمندرا ووحيدة رحمن وسانجيف كومار وجايا باتشن واوتام كومار وكيشور كومار واوتبال دوت وراجيش خانا وشاشي كابور وشاتروجان سينها وفينود ميهرا وفيروز خان وفينود خانا ودليب كومار وبران وديف اناند واشوك كومار وارونا إيراني وراج كابور وسونيل دوت

## افلامها
أشهر افلامها هي أردهانا 1969 وصفر 1970 وماوسام 1976 وابار ايراي 2004 والعائلة تاتي اولا 2006

## جوائزها

### فلم فير
أفضل ممثلة 1969
رشحت أفضل ممثلة 1970-2006
الإنجاز مدى الحياة 1997

### جوائز الفلم الوطني
أفضل ممثلة 1976
أفضل ممثلة مساعدة 2004

### جوائز الشاشة
الإنجاز مدى الحياة 2002

### جوائز دولية
جائزة الفن من فرنسا 2004

### وسام مدني
بادما شري رابع اعلى وسام في الهند 2013

### جوائز أخرى
الإنجاز مدى الحياة الهند الوطنية 2007
الإنجاز الوقت من الاكادمية الهندية الدولية 2011
اقوى امراة في جوائز دلهي 2013

## روابط خارجية
- شارملا طاغور على موقع IMDb (الإنجليزية)
- شارملا طاغور على موقع ألو سيني (الفرنسية)
- شارملا طاغور على موقع ميوزك برينز (الإنجليزية)
- شارملا طاغور على موقع أول موفي (الإنجليزية)
- شارملا طاغور على موقع قاعدة بيانات الأفلام السويدية (السويدية)
- شارملا طاغور على موقع إن إن دي بي (الإنجليزية)
- شارملا طاغور على موقع قاعدة بيانات الفيلم (الإنجليزية)
- شارملا طاغور على موقع كينوبويسك (الروسية)